# Peter Albrecht Kinský
Hrabě Petr Albrecht Kinský z Vchynic a Tetova (31. října 1921 Lysice – 26. ledna 1945 Gallingen) byl člen rodu Kinských a pocházel ze sloupské větve.

## Život
Studoval gymnázium v Novém Jičíně a po jeho dokončení začal studovat zemědělskou školu. Kvůli válce školu nedokončil. Za války sloužil ve wehrmachtu a bojoval v tankovém sboru. Jako třiadvacetiletý zahynul na frontě, když v lednu 1945 dostal jeho tank zásah a on nepřežil převoz do nemocnice.